# Малетина (тврђава)
Малетина или Трубарево је тврђава у Србији, чији се остаци налазе 15 km источно од Крушевца, код истоимених села (Малетина и Трубарево). Подигнута је на омањем брду, које окружује Јужна Морава, а данас је добрим делом разрушена.